# Finnmarksvidda
Finnmarksvidda (samisk: Finnmárkkoduottar) er en fjeldvidde i Troms og Finnmark fylke i Norge. Den ligger i ca. 300 – 500 meters højde. 36% af det tidligere Finnmark fylke regnes som Finnmarksvidda. Temperaturen i området kan falde til -40 °C (den officielle rekord lyder på -51,4 °C). Finnmarksvidda består af lave åse, birkeskov, moser og søer.
69°19′N 23°49′Ø / 69.32°N 23.82°Ø